# Svälta räv
Svälta räv är ett kortspel för barn som går ut på att ”svälta ut” motspelarna genom att lägga beslag på deras kort. Spelet saknar skicklighetsmoment.
Två, tre eller fyra spelare kan delta. Hela kortleken delas ut och spelarna får varsin hög framför sig med baksidan uppåt. Vid spel på tre läggs vanligen ett kort undan, så att alla får lika många kort. Spelarna vänder samtidigt upp det översta kortet i sin hög och lägger det i en ny hög vid sidan om. Man fortsätter att vända upp kort tills två eller fler av de uppvända korten har samma färg. Alla uppvända högar med denna färg överst tillfaller då den spelare som vänt upp den högsta valören i den färgen. Dessa kort läggs med bildsidan nedåt underst i spelarens hög med ännu inte vända kort.
På detta sätt fortsätter spelet tills en av spelarna har alla kort och därmed är spelets vinnare. Om korten i högen med baksidan uppåt tar slut, vänder man på högen med uppvända kort och spelar vidare. Ibland händer det att det inte längre går att vända upp kort i samma färg; i så fall vinner den spelare som har flest kort.
Svälta räv används ibland också som benämning på det engelska kortspelet Beggar my neighbour.